# Izrael Szajnbrum
Izrael Szajnbrum (ur. 1924 w Urzędowie) – brazylijski malarz, rzeźbiarz i architekt.

## Życiorys
Urodził się w rodzinie polskich Żydów, do Brazylii wyjechał w 1937 i od tego czasu mieszka i tworzy w Rio de Janeiro. Od 1939 do 1943 uczył się w szkole technicznej Souza Aguiar, po jej ukończeniu rozpoczął studia architektoniczne w Krajowej Szkole Architektury (Faculdade Nacional de Arquitetura). Równolegle studiował w Escola Nacional de Belas Artes, jego wykładowcami byli Rodolfo Chambelland, Henrique Cavalleiro, Quirino Campofiorito. Obie uczelnie ukończył w 1952.
Tworzył malowidła o dużych rozmiarach, rzeźby przestrzenne, plafony i barwne mozaiki, które są prezentowane jako samodzielne dzieła, ale mogą stanowić również elementy architektoniczne lub być umieszczane na elewacjach budynków.